# FX on Hulu
FX on Hulu, chamado assim comercialmente até o final de 2021, é o hub de conteúdo norte-americano da FX na plataforma de streaming Hulu. Como propriedade da FX Networks, uma subsidiária do segmento da Disney General Entertainment Content da The Walt Disney Company, o hub foi lançado em 2 de março de 2020. O hub apresenta programação original da FX feita especificamente para o Hulu, além de programas originais anteriores e atuais da FX e FXX, tais como American Horror Story e It's Always Sunny in Philadelphia. Os conteúdos do hub são oferecidos sem custo extra para assinantes do Hulu.

## História
Em setembro de 2017, a FX Networks lançou o FX+, um serviço de streaming sem anúncios exclusivo para assinantes autenticados em alguns provedores de televisão a cabo. Após a aquisição da antiga empresa-mãe 21st Century Fox pela Disney, incluindo uma participação controladora no Hulu, o FX+ foi descontinuado em agosto de 2019, com a maior parte de seu conteúdo incorporado ao Hulu.
Em novembro de 2019, foi anunciado que a FX Networks produziria programação original para o Hulu; quatro programas originais destinados a serem lançados no FX (Devs, Mrs. America, A Teacher e The Old Man) foram redefinidos como os primeiros originais com a marca "FX on Hulu". Como parte da "primeira fase" de 2 a 7 de março de 2020, o FX on Hulu foi lançado com 40 programas atuais e de biblioteca. O programa inicial com a marca "FX on Hulu" estreou na rede a cabo FX antes de ser disponibilizado no Hulu no dia seguinte.
Em dezembro de 2021, a Disney começou a eliminar gradualmente a marca "FX on Hulu", resultando no hub do Hulu para programação FX e FXX ser rebatizado simplesmente como "FX". Ao mesmo tempo, a Disney começou a usar o selo FX para promover seus programas, especialmente nos mercados internacionais no Disney+.

## Programação
Observe que o The Weekly / The New York Times Presents, que às vezes é descrito como um programa "FX on Hulu", foi encomendado em conjunto pelo FX e Hulu antes do lançamento do hub FX on Hulu e é apresentado com o logotipo de ambos os serviços, ao contrário das séries FX on Hulu, que são introduzidas apenas com o logotipo do FX.

### Drama
| Título                           | Gênero                     | Estreia                 | Temporadas                 | Duração    | Estado      |
| -------------------------------- | -------------------------- | ----------------------- | -------------------------- | ---------- | ----------- |
| Devs                             | Drama                      | 5 de março de 2020      | 8 episódios                | 43–57 min. | Minissérie  |
| Mrs. America                     | Drama                      | 15 de abril de 2020     | 9 episódios                | 43–48 min. | Minissérie  |
| A Teacher                        | Drama                      | 10 de novembro de 2020  | 10 episódios               | 21–29 min. | Minissérie  |
| American Horror Stories          | Antologia de terror        | 15 de julho de 2021     | 1 temporada, 7 episódios   | 38–49 min. | Renovada    |
| Y: The Last Man                  | Drama de ficção científica | 13 de setembro de 2021  | 1 temporada, 10 episódios  | 48–55 min. | Finalizada  |
| The Premise                      | Antologia                  | 16 de setembro de 2021  | 1 temporada, 5 episódios   | 30 min.    | Finalizada  |
| Pistol                           | Cinebiografia              | 31 de maio de 2022      | 6 episódios                | 46–56 min. | Minissérie  |
| The Bear                         | Comédia dramática          | 23 de junho de 2022     | 2 temporadas, 18 episódios | 20–47 min. | Renovada    |
| The Patient                      | Thriller psicológico       | 30 de agosto de 2022    | 10 episódios               | 21−46 min. | Minissérie  |
| Fleishman Is in Trouble          | Drama                      | 17 de novembro de 2022  | 8 episódios                | 47−52 min. | Minissérie  |
| Kindred                          | Drama de ficção científica | 13 de dezembro de 2022  | 1 temporada, 8 episódios   | 36−54 min. | Finalizado  |
| Great Expectations               | Drama histórico            | 26 de março de 2023     | 6 episódios                | 56–58 min  | Minisséries |
| Class of '09                     | Mistério criminal          | 10 de maio de 2023      | 8 episodes                 | 37–48 min  | Minissérie  |
| The Full Monty                   | Comédia dramática          | 14 de junho de 2023     | 8 episódios                | 38–54 min  | Minissérie  |
| A Murder at the End of the World | Mistério criminal          | 14 de novembro de 2023  | 7 episódios                | 42–72 min  | Minissérie  |
| Shōgun                           | Drama histórico            | 27 de fevereiro de 2024 | 10 episódios               | 53–70 min  | Minissérie  |
| Aguardando lançamento            |                            |                         |                            |            |             |
| The Veil                         | Thriller                   | 30 de abril de 2024     | 6 episódios                | TBA        | Minissérie  |
| Clipped                          | Drama                      | 4 de junho de 2024      | 6 episódios                | TBA        | Minissérie  |

### Comédia
| Título           | Gênero  | Estreia             | Temporadas               | Duração | Estado   |
| ---------------- | ------- | ------------------- | ------------------------ | ------- | -------- |
| Reservation Dogs | Comédia | 9 de agosto de 2021 | 1 temporada, 8 episódios | 30 min. | Renovada |

### Variedades
| Título        | Gênero         | Estreia             | Temporadas               | Duração | Estado   |
| ------------- | -------------- | ------------------- | ------------------------ | ------- | -------- |
| The Choe Show | Estilo de vida | 25 de junho de 2021 | 1 temporada, 4 episódios | TBA     | Pendente |

Notas
1. ↑  Co-produção com BBC One.
2. ↑  Co-produção com Disney+ (Star Hub).

## Exceções
- American Crime Story – Devido a um acordo de 2016 entre a 20th Century Fox Television (agora 20th Television) e a Netflix, que antecede a aquisição da Disney e o lançamento do FX on Hulu, a Netflix detém direitos de streaming SVOD globais exclusivos para a franquia ACS (exceto no Canadá), com novos volumes que chegam ao Netflix vários meses depois de terminarem de ir ao ar no FX; como tal, ACS não está disponível via FX on Hulu.[24] No entanto, a série está disponível ao vivo e sob demanda para clientes Hulu + Live TV, pois este pacote inclui o canal linear FX.[25]
- The Americans (2013–18) — A 21st Century Fox licenciou os direitos de transmissão SVOD dos EUA exclusivos para esta série para o Prime Video em 2014.[26]

## Distribuição internacional
Como o Hulu está disponível apenas nos Estados Unidos, a disponibilidade internacional do FX no conteúdo do Hulu varia de acordo com a região. Devido a acordos anteriores ao lançamento do Star, o centro de conteúdo de entretenimento geral no Disney+ que distribui a programação original do Hulu fora dos EUA, vários programas do FX on Hulu podem ser transmitidos por emissoras terceirizadas.
Em partes da Europa, a programação FX on Hulu é distribuída através do Star no Disney+[carece de fontes?]; na América Latina, a programação está disponível em seu serviço irmão Star+[carece de fontes?]; e em partes do Sudeste Asiático e da Índia, esses programas são distribuídos pelo Disney+ Hotstar.
No Canadá, quase toda a programação original do FX estreia exclusivamente nas versões domésticas do FX e FXX, como parte de uma relação previamente estabelecida entre a FX Networks e a Rogers Sports and Media.
No Reino Unido, os direitos de transmissão para Mrs. America foram adquiridos pela BBC.[carece de fontes?]
O conteúdo FX não está disponível no Disney+ Star na Austrália devido a um acordo de licenciamento com a Binge.[carece de fontes?]